# 新光戲院
22°17′29″N 114°12′00″E / 22.291324°N 114.200052°E
新光戲院（英語：Sunbeam Theatre），舊址位於香港島北角英皇道423號僑輝大廈，於1972年開幕並已於2025年3月3日結業。
2025年4月，李居明初步計劃在2025年4月10日結業的紅磡黃埔花園嘉禾黃埔，重建新光戲院，名為新光黃埔，於2025年8月16日開幕。

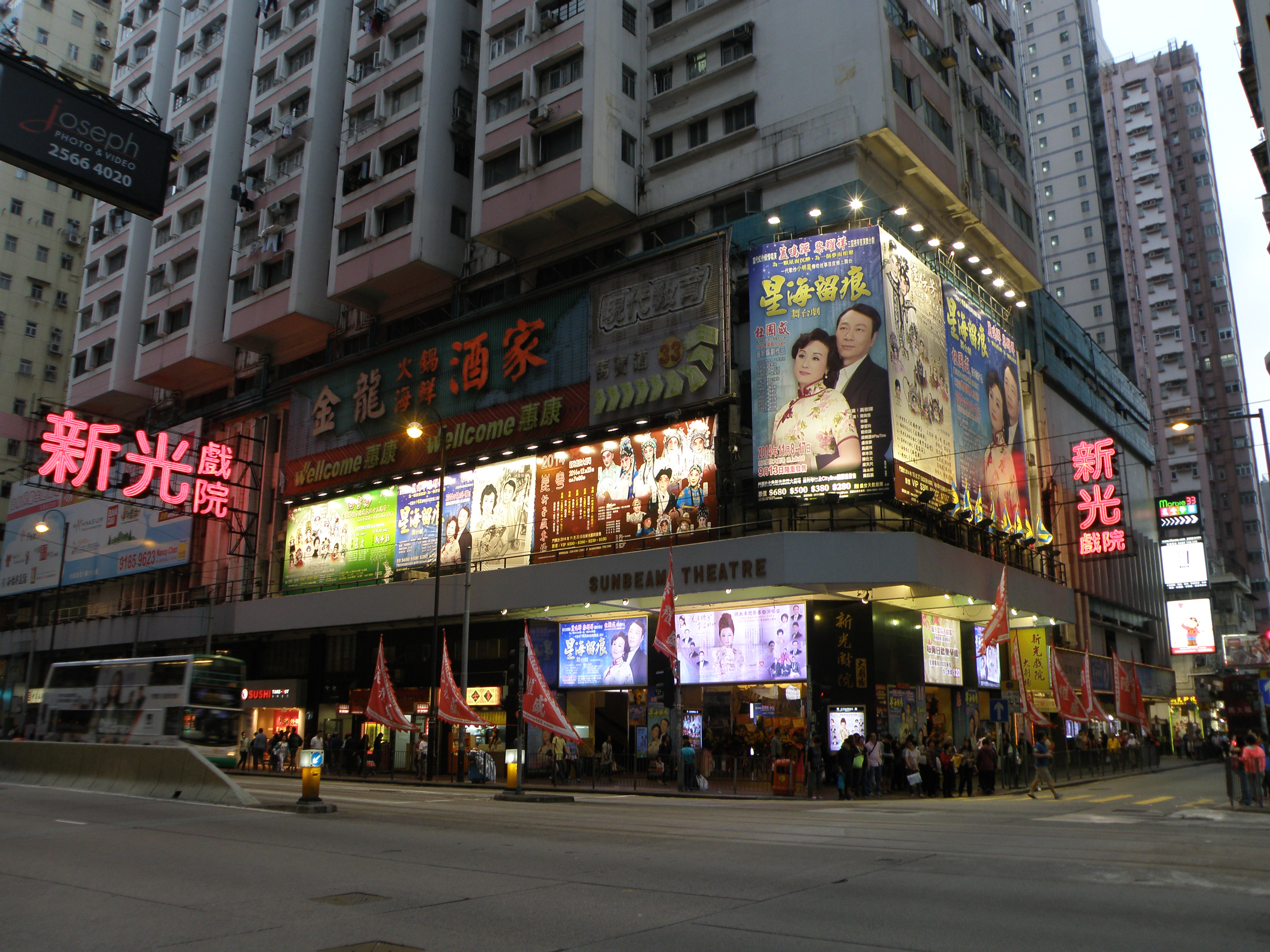
新光戲院大劇場舊址外貌（2014年）

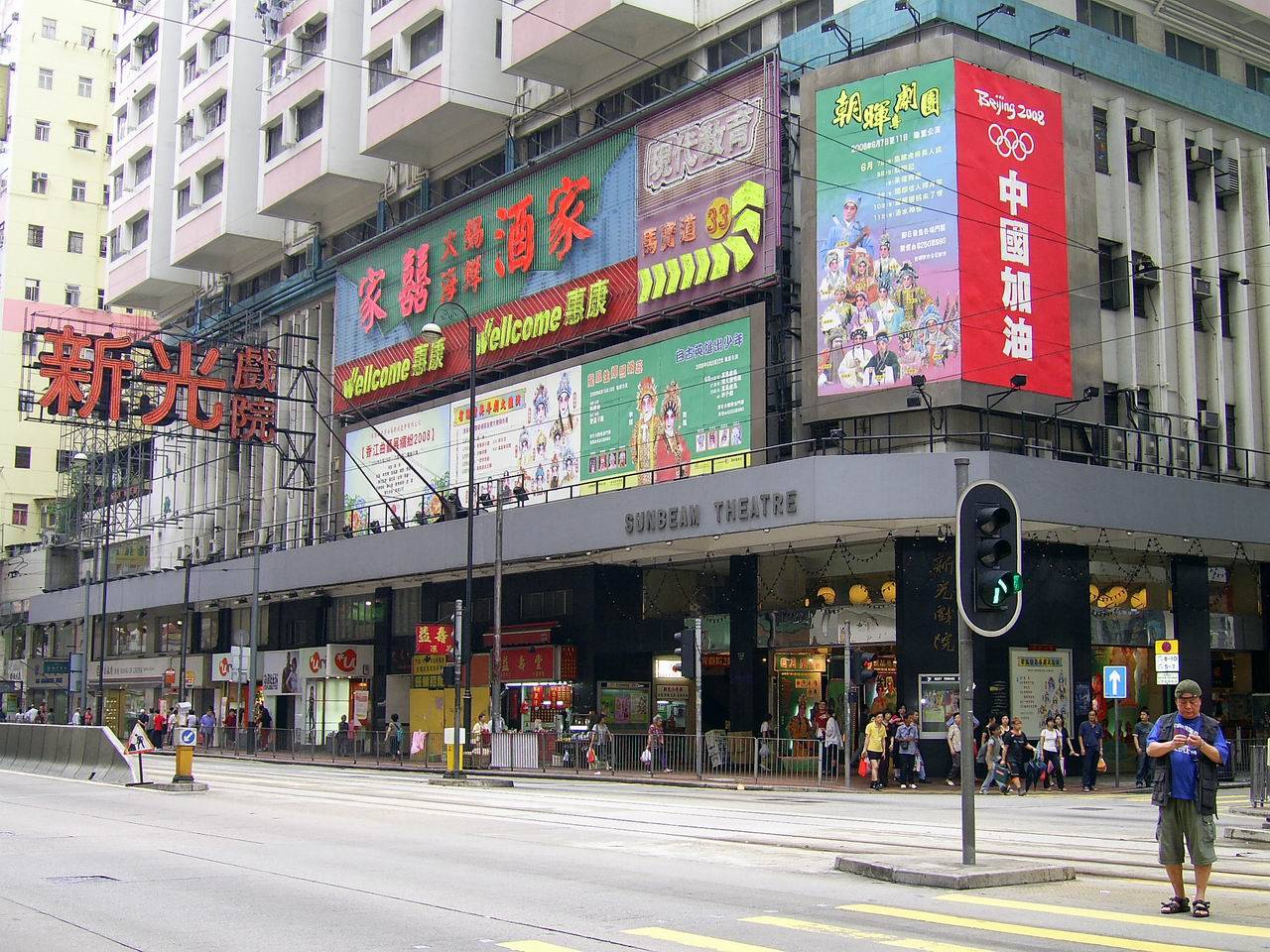
新光戲院外貌（2008年）

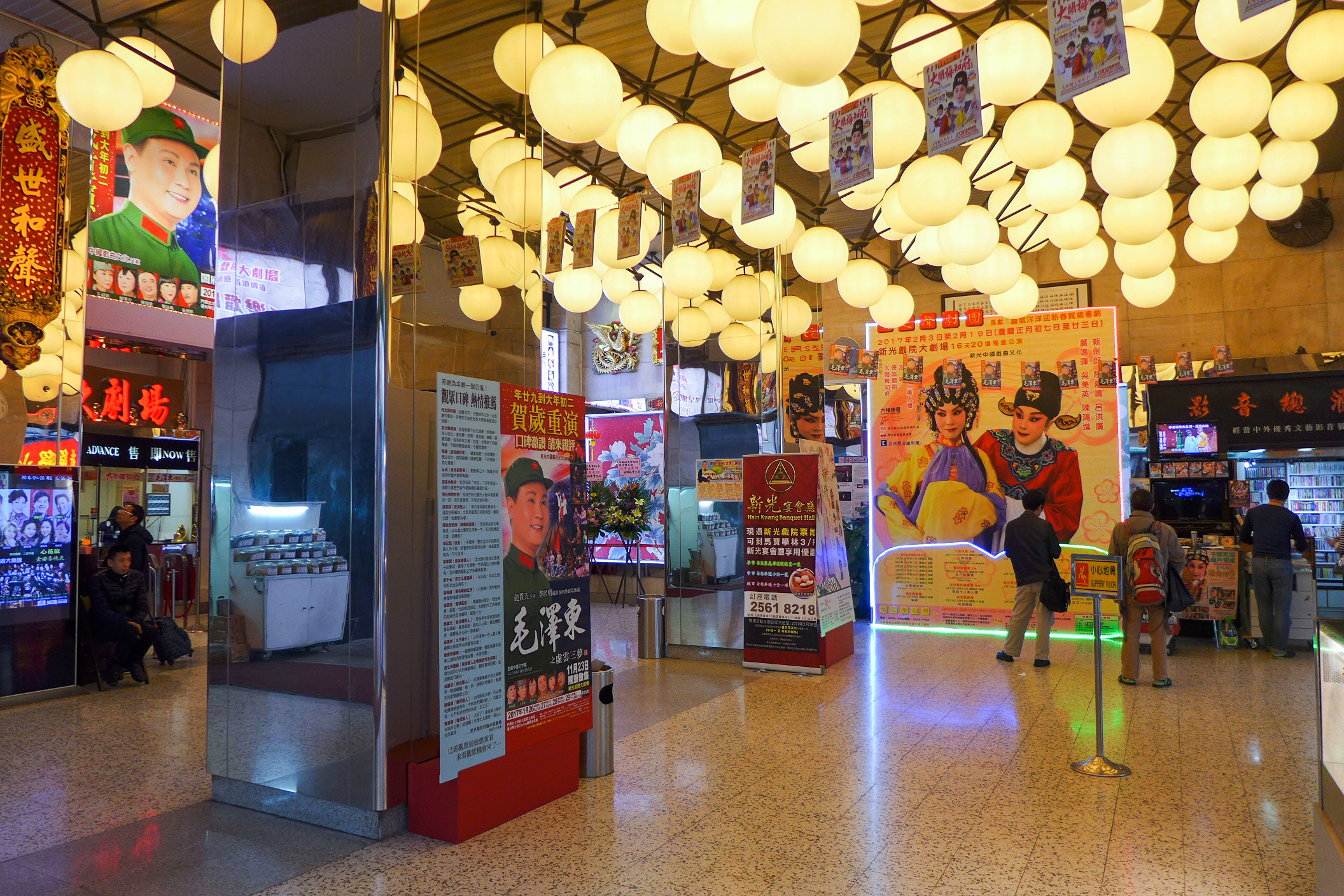
北角新光戲院大劇場舊址大堂

## 結業前設施
新光戲院大劇場曾備有1院及2院：
1. 1院設有1,033位座席，除了提供予粵劇表演外，亦可以上演舞台劇及各類型演唱會，場所配備了達到國際水平的燈光及音響設備，亦有電影播映設備，可以用作數碼戲院，惟最終戲院於2025年結業，粵劇、舞台劇等遷移至高山劇場或戲曲中心上演。
2. 位於樓上的 Super 3（原2院）設有108位座席，2014年被改裝成為全新三面幕戲院，作為播放電影用途。承租人李居明表示，至裝修5年後（即2017年）若然證實當時的經營模式成功，會考慮將二院拆掉，擴大整座劇院的座席數目，惟至2024年二院仍繼續作電影放映用途。Super 3 三面幕戲院採用 Barco Escape（英语：Barco Escape） 技術，即使三面均設有銀幕，而左、右兩側的銀幕平日會以銀幕布遮蓋，到放映 Barco Escape 效果電影時才會開啟，可以看到銀幕也延伸了兩邊大部份範圍。Super 3影院於2021年智富電影公司接辦後改名 Sun Digital 新光數碼戲院，播放洲立及高先發行之商業電影，惟因2025年戲院正式結業並拆卸。

## 歷史
新光戲院大劇場位於商務印書館印刷廠香港分廠舊址，位置原本的用途是興建僑冠大廈的C座及D座，1965年年中，僑光置業有限公司取消興建僑冠大廈C座及D座的計劃，改為興建僑輝大廈以及一所具備舞台設施的電影放映院，戲院大堂由文樓和許敦樂合作設計，院內設有大型旋轉舞台和化妝間、新型的放映機、音響和燈光設備，可以容納1,709人，於1972年9月16日開幕。成立初期由華昌企業有限公司委托銀都娛樂有限公司經營管理，成為雙南院線在北角的據點，第一套上映的電影是《文化大革命期間出土文物》。
1980年9月1日起，轉由霍英東出任董事長的新光娛樂有限公司經營；1988年8月經過內部協商，轉為以袁耀鴻出任董事長、專營舞台演出的香港聯藝機構有限公司接管經營。
2003年3月，商人羅肇唐的次子羅守輝以1億6千萬港元向僑光置業購入新光戲院及僑輝大廈商場業權。
2005年8月，業主羅守輝曾經一度以租約甫滿為由，希望收回該物業，重新發展為主題商場。後來經過粵劇界人士汪明荃出手交涉，加上時任民政事務局局長何志平斡旋，業主終於願意延續租期4年至2009年。但是香港粵劇界仍然急切需要解決長遠以來粵劇表演場地缺乏的問題，因為香港政府承諾於西九文化區提供的戲曲中心因為方案改動而被延遲落成，而政府現時所提供的高山劇場等場地卻因為交通及場地面局限積等問題，而始終無法滿足到粵劇界的需要。
2009年，業主樂山有限公司與承租人香港聯藝機構達成共識，延續租期3年至2012年2月28日，但是大幅增加租金至698,000港元。
2012年，羅士輝拒絕一名匿名商人代交近1百萬港元的租金，經營新光戲院的香港聯藝機構以商業考慮為由不續約，原定於同年2月19日結業，但是經過戲劇團盛世天創辦人李居明與業主斡旋後，新光戲院於結業前兩日成功延續合約4年。李居明投資逾千萬港元將建築物翻新，於同年5月21日重新啟用，並易名為「新光戲院大劇場」後，將會變身成為粵劇、舞台劇、演唱會及播放數碼電影等多元化節目表演場地
，冀望將新光建立成為「東方百老滙」。
2012年5月20日，新光戲院大劇場重新裝修後，舉行開幕禮，紅線女專程由廣州來港，聯同候任特首梁振英等官商名人剪綵。女姐隨後應邀上台表演，以一曲《荔枝頌》作賀，妙韻繞樑，全場肅立致敬。
2016年1月9日，李居明師傅在新城知訊台《開心大派對》電台節目中，透露新光戲院剛成功續租6年。
2023年，包括新光戲院所在樓層的僑輝大廈77. 41%業權被一間名為的Island ECC的英語教會購入，該會牧師表示發展新光戲院樓上的同時，也打算改建戲院部分及增設座位。
2024年11月1日，李居明表示由於基督徒新業主不能容納粵劇界供奉的華光先師，新光戲院無法延續下去，故將於2025年3月3日演出最後一場後結業。
2025年2月，新光戲院預料會改建為教會或社區會堂。而《小平你好》、《大結界》分別成為新光戲院與新光數碼戲院的告別作。
2025年3月3日，晚上11時正散場（觀眾繼續可留在大劇院內見證拉閘熄燈儀式）而記者在晚上11:30分開始進入大劇場並於隔日深夜0時16分由李居明、龍貫天、薛家燕、黎筱娉於新光戲院大劇場內拉閘熄燈後，有52年歷史的新光戲院正式結業。
2025年3月3日，負責人指新光戲院將建造成一所英語教堂。李居明亦表示《粵劇特朗普》等作品將會遷移至西九文化區戲曲中心上映。
2025年4月，李居明初步計劃在2025年4月10日結業的嘉禾黃埔，重建新光戲院，名為新光黃埔。
而位於黃埔花園八期黃埔廣場的戲院，自4月初嘉禾黃埔結業後，由新光戲院接手成為新光黃埔。戲院經過超過三個月的裝修後，新光黃埔亦正式公佈開幕日期與片目。新光黃埔將安排於2025年8月16日開幕，當中以「重燃戲院看戲新激情」與「4院今齊開，6種新模式」作為口號，同時設有展覽部分，提供「明星名人書畫攝影展」。

## 與粵劇的關係
多年來，在新光戲院大劇場所舉行的文化藝術活動有很多。譬如中國地方戲曲展、神州藝術節、紀念徽班晉京二佰週年及紅樓文化藝術展等等。香港粵劇藝術團體在新光戲院大劇場的演出更是數之不盡，包括於1984年，香港粵劇紅伶新馬師曾聯同有京劇名家袁世海合演《華容道》，分飾關羽和曹操。
1993年，林家聲於新光戲院告別演出，一連38場林家聲舞台藝術匯演座無虛席。故此贏得有香港粵劇殿堂之名，成為香港著名的粵劇表演場地。而到新光戲院欣賞傳統粵劇更成為了於2009年11月的美國《時代雜誌》網站投票選舉中，25項「遊客不容錯過的亞洲體驗」中的第7位。

## 外部連結
- 官方网站
- 新光中國戲曲文化的Facebook專頁